# Церква святих Косми і Даміана (Бортне, греко-католицька)
 
Пам'ятник культури Малопольського воєводства: реєстраційний номер А-826 від 14 квітня 1997 року.
Церква святих Косми і Даміана (пол. Cerkiew Świętych Kosmy i Damiana) — колишня греко-католицька церква, розташована в селі Бортне, гміна Сенкова, Горлицький повіт, Малопольське воєводство, Польща. Освячена на честь святих Косми і Даміана. На даний час є філією музею шляхетських родів Карваціанів і Гладишів у Горлиці. Архітектурний пам'ятник Підкарпатського воєводства, що входить до переліку об'єктів туристичного маршруту «Шлях дерев'яної архітектури».

## Історія та опис
Церква була побудована в 1784 році в характерному стилі лемківської дерев'яної архітектури. Має три куполи, які покриті ґонтом у XVIII столітті.
Церква діяла до 1946 року, до переселення більшості жителів села в околиці Львова і Тернополя.
14 квітня 1997 року церква була внесена до Реєстру історичних пам'яток, які охороняються державою (А-826).
На даний час є філією музею «Маєтки шляхетських родів Карваціанов і Гладишів», який знаходиться в місті Горлиці (пол. Muzeum Dwory Karwacjanów i Gładyszów w Gorlicach). У храмі демонструються предмети лемківської художньої культури, іконостас XVIII століття, бічний вівтар 1797 року та ікона Пресвятої Богородиці з немовлям Ісусом, датована XVIII століттям.
Для відвідування храму необхідно звертатися в будинок № 25.